# Yadollah Maftun Amini
Pour les articles homonymes, voir Amini.
Yadollah Maftun Amini (en persan : یدالله مفتون امینی), né le 12 juin 1926 à Chahin Dej (Perse) et mort le 1er décembre 2022, est un poète iranien.